# HTLINGUAL
HTLINGUAL (также известен как HGLINGUAL) — секретный проект Центрального разведывательного управления Соединенных Штатов Америки  по перехвату почты, предназначенной для Советского Союза и Китая, проводившийся с 1952 по 1973 год. Первоначально имел кодовое название FARPOINTER (также MSGPOINTER), полномочия проекта были изменены в 1955 году и изменено название.
На раннем этапе ЦРУ собирало лишь имена и адреса, написанные на внешней стороне почтовых отправлений, но позже стали вскрываться сами письма в филиалах ЦРУ в Лос-Анджелесе и в Нью-Йорке.
Программа создавалась для получения разведданных о Советском Союзе и Китае, но позже была направлена для шпионажа за гражданами США и общественными активистами. В ходе операции были получены сведения из корреспонденции таких известных личностей, как Белла Абзуг, Бобби Фишер, Лайнус Полинг, Джон Стейнбек, Мартин Лютер Кинг, Эдвард Олби и Хьюберт Хамфри.